# María Pilar Alía
María Pilar Alía Aguado (2 de agosto de 1969) es una política española, miembro del Partido Popular (PP).

## Biografía
Nació en 1969. Cursó estudios de Ciencias Económicas y Empresariales en la Universidad de Castilla-La Mancha.
Su vocación por el servicio público la llevó a integrarse en las filas del Partido Popular.

## Carrera política
En las elecciones generales de noviembre de 2019 fue elegida senadora por Toledo, llegando a ser la portavoz de la Comisión de Hacienda. En las elecciones de 2023 fue elegida diputada por la misma circunscripción para la XV legislatura.